# 1. Liga (Tschechoslowakei) 1963/64
Die Spielzeit 1963/64 der 1. Liga  war die 21. reguläre Austragung der höchsten Eishockeyspielklasse der Tschechoslowakei. Mit 58 Punkten nach der Finalrunde setzte sich ZKL Brno durch. Für die Mannschaft war es ihr insgesamt neunter tschechoslowakischer Meistertitel.

## Modus
Wie in der Vorsaison nahmen zwölf Mannschaften am Spielbetrieb der 1. Liga teil, die die Hauptrunde in einer gemeinsamen Gruppe bestritten. Nach Durchführung von Hin- und Rückspiel betrug die Gesamtanzahl der Spiele pro Mannschaft 22 Spiele. Anschließend spielten die ersten sechs Mannschaften den Meister aus, und die restlichen sechs Mannschaften spielten um den Klassenerhalt. Meister wurde der Gewinner der Finalrunde. Die beiden letztplatzierten Mannschaften der Abstiegsrunde stiegen direkt in die 2. Liga ab. Sowohl Final- als auch Abstiegsrunde fanden in Hin- und Rückspiel statt, so dass jede Mannschaft noch einmal zehn Spiele bestritt. Die Punkte aus der Hauptrunde wurden in beiden Gruppen übernommen.

## Hauptrunde
| Pl. | Team                    | Sp. | S  | U | N  | Torv.  | Pkt. |
| --- | ----------------------- | --- | -- | - | -- | ------ | ---- |
| 1.  | ZKL Brno                | 22  | 20 | 0 | 2  | 169:54 | 40   |
| 2.  | TJ SONP Kladno          | 22  | 17 | 0 | 5  | 134:82 | 34   |
| 3.  | Slovan CHZJD Bratislava | 22  | 13 | 4 | 5  | 101:66 | 30   |
| 4.  | Spartak Praha Sokolovo  | 22  | 13 | 2 | 7  | 111:75 | 28   |
| 5.  | Tesla Pardubice         | 22  | 11 | 3 | 8  | 118:88 | 25   |
| 6.  | Dukla Jihlava           | 22  | 10 | 3 | 9  | 96:75  | 23   |
| 7.  | TJ Spartak LZ Plzeň     | 22  | 6  | 5 | 11 | 85:95  | 19   |
| 8.  | VŽKG Ostrava            | 22  | 8  | 3 | 11 | 78:96  | 19   |
| 9.  | CHZ Litvínov            | 22  | 8  | 3 | 11 | 73:94  | 19   |
| 10. | VTJ Dukla Litoměřice    | 22  | 5  | 2 | 15 | 61:151 | 12   |
| 11. | TJ Gottwaldov           | 22  | 4  | 2 | 16 | 73:138 | 10   |
| 12. | VTŽ Chomutov            | 22  | 2  | 2 | 18 | 67:162 | 6    |

## Finalrunde
| Pl. | Team                    | Sp. | S  | U | N  | Torv.   | Pkt. |
| --- | ----------------------- | --- | -- | - | -- | ------- | ---- |
| 1.  | ZKL Brno                | 32  | 29 | 0 | 3  | 232:77  | 58   |
| 2.  | Slovan CHZJD Bratislava | 32  | 18 | 5 | 9  | 138:105 | 41   |
| 3.  | Dukla Jihlava           | 32  | 18 | 3 | 11 | 139:98  | 39   |
| 4.  | TJ SONP Kladno          | 32  | 18 | 1 | 13 | 175:147 | 37   |
| 5.  | Tesla Pardubice         | 32  | 14 | 5 | 13 | 157:141 | 33   |
| 6.  | Spartak Praha Sokolovo  | 32  | 13 | 5 | 14 | 139:123 | 31   |

Bester Torschütze der Liga wurde Josef Černý von Meister ZKL Brno, der in den 32 Spielen seiner Mannschaft 44 Tore erzielte.

### Meistermannschaft von ZKL Brno
| Torhüter      | Vladimír Nadrchal, Karel Ševčík |
| Abwehrspieler | Rudolf Potsch, Ladislav Olejník, František Mašláň, Jaromír Meixner |
| Stürmer       | Vlastimil Bubník, Václav Pantůček, Bronislav Danda, František Ševčík, Zdenék Kepák, Jaroslav Jiřík, Rudolf Scheuer, František Vaněk, Josef Černý, Ivo Winkler, Karel Skopal, Vladimír Šubrt, Josef Barta |
| Trainer       | Vladimír Bouzek |

## Abstiegsrunde
| Pl. | Team                 | Sp. | S  | U | N  | Torv.   | Pkt. |
| --- | -------------------- | --- | -- | - | -- | ------- | ---- |
| 7.  | VŽKG Ostrava         | 32  | 13 | 3 | 16 | 126:141 | 29   |
| 8.  | CHZ Litvínov         | 32  | 11 | 6 | 15 | 110:128 | 28   |
| 9.  | TJ Spartak LZ Plzeň  | 32  | 10 | 7 | 15 | 121:141 | 27   |
| 10. | TJ Gottwaldov        | 32  | 11 | 3 | 18 | 117:167 | 25   |
| 11. | VTJ Dukla Litoměřice | 32  | 10 | 4 | 18 | 110:185 | 24   |
| 12. | VTŽ Chomutov         | 32  | 3  | 4 | 25 | 104:225 | 10   |

## 1. Liga-Qualifikation
Die Gewinner der vier Zweitligagruppen, Slavoj České Budějovice, Motorlet Prag, Královopolská Brno und TJ Dukla Košice spielten in Hin- und Rückspiel um die Aufnahme in die 1. Liga für die folgende Spielzeit. Dabei setzten sich Dukla Košice und Motorlet Prag mit acht bzw. sieben Punkten vor České Budějovice (sieben Punkte) und Brno (zwei Punkte) durch und wurden in die 1. Liga aufgenommen.
| Platz | Team                    | Punkte |
| ----- | ----------------------- | ------ |
| 1.    | TJ Dukla Košice         | 8      |
| 2.    | Motorlet Prag           | 7      |
| 3.    | Královopolská Brno      | 7      |
| 4.    | Slavoj České Budějovice | 2      |